# CD Laudio
Club Deportivo Laudio de Fútbol San Rokezar – hiszpański klub piłkarski, grający w Segunda División B, mający siedzibę w mieście Laudio.

## Historia
- Sociedad Deportiva Llodio - (1927-40)
- Club Deportivo Villosa - (1940-72)
- Sociedad Deportiva Llodio - (1972-02)
- Club Deportivo Laudio - (2002-)

## Sezony
| Sezon   | Liga       | Miejsce | Puchar Króla |
| ------- | ---------- | ------- | ------------ |
| 2002/03 | Reg. Pref. | 1.      |              |
| 2003/04 | 3ª         | 17.     |              |
| 2004/05 | 3ª         | 15.     |              |
| 2005/06 | 3ª         | 6.      |              |
| 2006/07 | 3ª         | 13.     |              |
| 2007/08 | 3ª         | 15.     |              |
| 2008/09 | 3ª         | 8.      |              |

| Sezon   | Liga       | Miejsce | Puchar Króla |
| ------- | ---------- | ------- | ------------ |
| 2009/10 | 3ª         | 11.     |              |
| 2010/11 | 3ª         | 2.      |              |
| 2011/12 | 3ª         | 1.      |              |
| 2012/13 | 3ª         | 1.      | I runda      |
| 2013/14 | 2ªB        | 17.     | III runda    |
| 2014/15 | Reg. Pref. | 7.      |              |
| 2015/16 | Reg. Pref. | 6.      |              |

- 1 sezony w Segunda División B
- 10 sezony w Tercera División